# مردوق
مردوق / مردق، روستایی از توابع بخش مرکزی شهرستان مراغه در استان آذربایجان شرقی ایران است.

## جمعیت
این روستا در دهستان سراجوی شمالی قرار دارد و براساس سرشماری مرکز آمار ایران در سال ۱۳۸۵، جمعیت آن ۸۰۸ نفر (۱۷۳خانوار) بوده‌است.